# البرايل الإنجليزي الموحد
رموز البرايل الإنجليزية الموحدة (UEBC Unified English Braille، كانت تُعرف سابقًا بـ UBC، وتُعرف الآن عادةً باسم UEB) هي معيار برايل للغة اللغة الإنجليزية، تم تطويره ليشمل مجموعة واسعة من المواد الأدبية والتقنية المستخدمة في العالم الناطق بالإنجليزية، بطريقة موحدة.

## خلفية
يُوفر نظام البرايل القياسي ذو الست نقاط 63 رمزًا مميزًا فقط (باستثناء رمز الفراغ)، ولذلك، تم على مر السنين تطوير عدد من مجموعات القواعد المختلفة لتمثيل النصوص الأدبية، والرياضيات، والمواد العلمية، وبرامج الحاسوب، ورمز @ المستخدم في عناوين البريد الإلكتروني، وأنواع أخرى من المواد المكتوبة.
كما استخدمت دول مختلفة أنظمة ترميز متباينة في فترات زمنية متعددة؛ فعلى سبيل المثال، خلال القرن التاسع عشر، نافست برايل الأمريكية كلا من برايل الإنجليزية ونظام نقطة نيويورك فيما عُرف بـ حرب النقاط. نتيجة للحاجة المتزايدة إلى تمثيل الرموز التقنية، وللتباين الذي حدث خلال القرن الماضي بين الدول، اضطر مستخدمو البرايل الذين يرغبون في قراءة أو كتابة مجموعة واسعة من المواد إلى تعلم مجموعات قواعد مختلفة، اعتمادًا على نوع المادة التي يقرؤونها.
غالبًا ما كانت قواعد تمثيل نوع معين من المواد غير متوافقة بين الأنظمة المختلفة (إذ كانت قواعد تمثيل النصوص الأدبية والرياضية والمبرمجة تتضارب أحيانًا — وبالطبع كانت هناك مناهج مختلفة لترميز الرياضيات غير متوافقة مع بعضها البعض)، مما يستدعي تنبيه القارئ عندما ينتقل النص في كتاب ما من كود البرايل المخصص للبرمجة إلى كود نيمث المخصص للرياضيات، ثم إلى البرايل الأدبي القياسي.
علاوة على ذلك، فإن مجموعة قواعد البرايل المستخدمة في موضوعات الرياضيات وعلوم الحاسوب، بل وحتى في بعض جوانب النصوص الأدبية، كانت تختلف بين الدول الناطقة بالإنجليزية.

## الأهداف
تهدف رموز البرايل الإنجليزية الموحدة إلى تطوير مجموعة واحدة من القواعد، تُطبق عالميًا على مختلف أنواع المواد المكتوبة باللغة الإنجليزية. والاستثناء البارز من هذا التوحيد هو برايل الموسيقى، والذي لا يشمله UEB تحديدًا، نظرًا لأنه موحّد دوليًا بالفعل.
صُمم النظام بحيث يكون مفهومًا بسهولة من قبل المستخدمين المعتادين على البرايل الأدبي (المُستخدم في النصوص النثرية القياسية)، مع دعم موسع لرموز الرياضيات والعلوم، ورموز الحاسوب (مثل علامة @ وأنواع مختلفة من الصيغ البرمجية)، والحروف الأبجدية الأجنبية، والتأثيرات البصرية (مثل الرموز النقطية، والخط العريض، وعلامات التشكيل، وغيرها).
وفقًا للمواصفة الأصلية الصادرة عام 1991، كانت الأهداف كما يلي:
1. تبسيط وتوحيد نظام البرايل المستخدم لترميز اللغة الإنجليزية، وتقليل الانقسام المجتمعي.
2. تقليل عدد أنظمة الترميز الرسمية المستخدمة، والتي تشمل:
  1. كود البرايل الأدبي (منذ عام 1933، حيث يُعد برايل الإنجليزية من الدرجة الثانية المكوّن الرئيسي):
    1. نسخة BANA في أمريكا الشمالية
    2. نسخة BAUK في المملكة المتحدة

  2. كود تنسيق الكتب المدرسية وتقنياتها
  3. أنظمة ترميز الرياضيات والعلوم:
    1. كود نيمث (منذ 1952 في أمريكا الشمالية وعدة دول أخرى)
    2. نسخ حديثة من كود تايلور، وهي فرعية من الكود الأدبي
    3. نسخة موسعة من كود نيمث خاصة بالكيمياء
    4. نسخة موسعة من كود نيمث تشمل أنظمة الترقيم القديمة
    5. وحدة للرسوم البيانية الرياضية (ليست مرتبطة بكود محدد)

  4. كود برايل للحاسوب (منذ الثمانينيات، لترميز الرموز الخاصة):
    1. الكود الأساسي CBC
    2. CBC مع وحدة رسوم التدفق

  5. برايل الموسيقى (منذ 1829، وآخر توحيد له في 1997، ويُستخدم في النصوص الغنائية والآلاتية — وهذا الكود يُستثنى صراحة من التوحيد)
  6. [أُضيف لاحقًا] برايل IPA (يُستخدم في النسخ الصوتي — لم يكن موجودًا بعد عام 1991)
3. توحيد الكود الأدبي بين الدول الناطقة بالإنجليزية قدر الإمكان.
4. تقليل التعارضات بين أنظمة الترميز، عند عدم إمكانية تقليل عددها:
  1. خاصة تعارضات القواعد التي تجعل الأنظمة غير متوافقة على المستوى "البرمجي" سواء في أذهان البشر أو في الخوارزميات.
  2. تعارضات الرموز مثل "$" و"%" و"]" و"[" التي تختلف بين الأنظمة.
  3. أحيانًا لا تكون الأنظمة متعارضة صراحة، ولكن غموض القواعد يؤدي إلى تعارضات غير مقصودة.
5. الهدف من الخطوات أعلاه هو تسهيل وتسريع عملية تعلم القراءة والكتابة والتعليم باستخدام البرايل.
6. دعم الجهود الرامية لعكس تراجع استخدام البرايل، الذي يتم استبداله تدريجيًا بالتقنيات أو الأُمية.
7. بالإضافة إلى الأهداف العملية، يُراد أن يتسم البرايل — كنظام كتابة — بخصائص تؤهله للنجاح طويل المدى:
  1. أن يكون عالميًا، بدون الحاجة لأنظمة ترميز متخصصة حسب الموضوع.
  2. أن يكون متماسكًا داخليًا، دون تعارضات تتطلب تدخلات سلطوية للفصل بينها.
  3. سهل الاستخدام، ويُقلل الحاجة إلى دورات متخصصة وشهادات ودلائل تعليمية.
  4. موحد وقابل للتوسعة، بحيث تُمنح الرموز هويات ثابتة ويمكن إدخال رموز جديدة دون تعارض.
8. فلسفيًا، هناك رغبة في تحديث نظام البرايل ليكون عمليًا للاستخدام في أماكن العمل، وليس مقتصرًا على الترفيه أو النصوص الدينية:
  1. صديق للحاسوب (إنتاج البرايل عبر لوحات المفاتيح، واستهلاكه إلكترونيًا — انظر أيضًا كتب البرايل الإلكترونية)
  2. مناسب للكتابة التقنية (في مجالات الرياضيات، العلوم، الطب، البرمجة، الهندسة، إلخ)
  3. ترميز دقيق ذو اتجاهين (الأنظمة السابقة لم تكن توفر تمثيلًا دقيقًا؛ إذ كانت تستبدل الرموز بكلمات أو تُغير علامات الترقيم)
9. تُعد التحديثات في أنظمة البرايل الحالية شرطًا أساسيًا، وبعدها يمكن دمجها ضمن نظام موحد (واحد إن أمكن، مع استثناء الموسيقى).

### أهداف فرعية محددة
- الهدف A: تمثيل دقيق ذو اتجاهين للنصوص المطبوعة (انظر #8c)
- الهدف B: تحسين استخدام وسائل التنسيق المحدودة في البرايل بصورة منهجية
- الهدف C: توحيد أنظمة القواعد والرموز لكافة المجالات ما عدا الموسيقى، لمنع الحاجة إلى "إلغاء التعلم"
- الهدف D: ترميز غير معتمد على السياق (يُمكن نسخه دون الحاجة لمعرفة المعنى)
- الهدف E: دعم صيغ الترميز أو التبديل بين الأنماط (للفصل بين النص الأصلي وتعليقات المترجم)
- الهدف F: رموز سهلة الحفظ (لتيسير تعلم النظام، وسرعة قراءة الرموز النادرة)
- الهدف G: نظام ترميز قابل للتوسعة بإدخال رموز جديدة دون تعارض
- الهدف H: تمثيل خوارزمي وقواعد حتمية (قابلية الترجمة التلقائية بين البرايل والطباعة والعكس)
- الهدف I: توافق رجعي مع البرايل الإنجليزي من الدرجة الثانية
- الهدف J: وقف التراجع المستمر في استخدام البرايل بين فاقدي البصر

لم تكن من أهداف UEB دعم اللغات التي لا تستخدم الأبجدية اللاتينية (كما هو الحال مع اختلاف نسخ ASCII في سلسلة ISO 8859 مقابل معيار يونيكود الموحد لاحقًا).

## التاريخ والاعتماد
بدأ العمل رسميًا على رموز البرايل الإنجليزية الموحدة (UEB) في عام 1991، وتم نشر المسودة الأولية للمعيار في مارس 1995 تحت اسم "UBC". وتم تحديثها عدة مرات بعد ذلك.
كان يُعرف UEB في البداية باسم "كود البرايل الموحد" (UBC)، حيث كانت الطبيعة الخاصة باللغة الإنجليزية ضمنية فقط. ولكن لاحقًا، أُدرجت كلمة "الإنجليزية" رسميًا في الاسم ليصبح "رموز البرايل الإنجليزية الموحدة" (UEBC)، ثم مؤخرًا أصبح يُعرف ببساطة باسم "UEB".
في 2 أبريل 2004، منح المجلس الدولي للبرايل الإنجليزي (ICEB) الموافقة الرسمية لتوحيد مختلف رموز البرايل الإنجليزية، وذلك بعد 13 عامًا من التحليل والبحث والنقاش. وصرّح المجلس بأن نظام UEB قد أصبح مكتملاً بما يكفي للاعتراف به كمعيار دولي للبرايل الإنجليزي، ويمكن للدول الأعضاء السبع في المجلس النظر في اعتماده كنظام ترميز وطني.
تبنت جنوب أفريقيا UEB على الفور تقريبًا في مايو 2004. وخلال العام التالي، اعتمدت نيجيريا النظام في 5 فبراير 2005، ثم أستراليا في 14 مايو 2005، ونيوزيلندا في نوفمبر 2005.
في 24 أبريل 2010، صوتت الهيئة الكندية للبرايل (CBA) لصالح اعتماد UEB، مما جعل كندا خامس دولة تعتمد النظام رسميًا. وفي 21 أكتوبر 2011، صوتت رابطة المملكة المتحدة لصيغ الوصول (UKAAF) لصالح اعتماد UEB كرمز برايل مفضل في المملكة المتحدة.
وفي 2 نوفمبر 2012، أصبحت هيئة البرايل في أمريكا الشمالية (BANA) سادس دولة من الدول السبع الأعضاء في ICEB تعتمد UEB رسميًا.

## الترميز الرياضي
أبرز الانتقادات الموجهة إلى نظام البرايل الإنجليزي الموحد (UEB) تتمثل في أنه لا يتعامل مع الرياضيات أو علوم الحاسوب بنفس الكفاءة والاختصار التي توفّرها الأنظمة المصممة خصيصًا لهذه التخصصات. فبالإضافة إلى حاجته لمساحة أكبر للتمثيل، ووقت أطول للقراءة والكتابة، فإن الطول الزائد في UEB قد يُصعّب من تعلم الرياضيات.
تم اعتماد كود نيمث رسميًا في الولايات المتحدة منذ عام 1952، وأصبح بحلول عام 2002 المعيار الفعلي لتعليم الرياضيات وتطبيقها باستخدام البرايل في أمريكا. وقد تم ابتكاره خصيصًا لتجاوز صعوبات تمثيل الرياضيات في البرايل.
ورغم أن كود نيمث تم اعتماده رسميًا من قبل اللجنة المشتركة الأمريكية البريطانية (JUTC) في خمسينيات القرن العشرين، إلا أن تطبيقه العملي اقتصر على الولايات المتحدة، بينما استمرت المملكة المتحدة في استخدام نظام الترميز التقليدي المنسوب إلى هنري مارتن تايلور (ولا علاقة له بـهدسون تايلور الذي استخدم حروف مون للمكفوفين في الصين في القرن التاسع عشر) لتمثيل الرياضيات بالب braille.
يستخدم المبرمجون في الولايات المتحدة الذين يكتبون أكوادهم بلغة البرايل — بدلاً من النصوص النصية العادية (ASCII) مع قارئات الشاشة — رموز نيمث للأرقام، بينما يستخدم المبرمجون في المملكة المتحدة نظامًا آخر (ليس تايلور، ولا الأرقام الأدبية).
الفرق الأساسي بين كود نيمث وكود تايلور (والذي يعتمد عليه UEB بتحديثاته) هو أن نيمث يستخدم أرقامًا "منقولة للأسفل" من العقدة الخامسة لأبجدية البرايل (ما يعني استبدال بعض رموز علامات الترقيم)، بينما يستخدم UEB وتايلور الطريقة التقليدية من القرن التاسع عشر باستخدام أرقام "منقولة للأعلى" من العقدة الأولى (أي استبدال الحروف العشر الأولى ABCDEFGHIJ). هذا التمثيل يتطلب دائمًا رمز تمهيد رقمي عند إدخال الأرقام، مما يؤدي إلى زيادة في طول بعض المعادلات الرياضية تصل إلى 42%.
كبديل لنظام UEB، ظهرت مقترحات في عام 2001 و2009، وكانت موضوع ورش تقنية مختلفة في عام 2012.
ورغم أن UEB تبنّى بعض خصائص كود نيمث، فإن النسخة النهائية من UEB تفرض استخدام الأرقام "المنقولة للأعلى"، وهو جوهر الجدل. ووفقًا لـهيئة البرايل في أمريكا الشمالية (BANA)، التي اعتمدت UEB عام 2012، فإن الرموز الرسمية في الولايات المتحدة تشمل: UEB وكود نيمث، بالإضافة إلى برايل الموسيقى للنصوص الصوتية والآلاتية، وكود برايل IPA للترميز الصوتي. وبالتالي، رغم اعتماد UEB رسميًا في معظم الدول الأعضاء في المجلس الدولي للبرايل الإنجليزي، إلا أن الولايات المتحدة (وربما المملكة المتحدة حيث UEB مجرد "النظام المفضل") لم تعتمد هذا الترميز كنظام حصري.
من البدائل المقترحة أيضًا لتمثيل الرياضيات بنظام البرايل هما GS6 وGS8، وهما نظامان طُوّرا في أوائل التسعينيات لمحاولة التخلص من استخدام الأرقام "المنقولة للأعلى" المعتمدة في UEB—انظر برايل غاردنر–ساليناس.
يعتمد GS6 على أرقام "بنقطة إضافية" من العقدة الرابعة في أبجدية برايل الإنجليزية (مما يستبدل بعض الازدواجيات الثنائية). بينما يقوم GS8 بتوسيع خلية البرايل من 2×3 إلى 2×4 نقاط، مما يضاعف عدد الرموز الممكنة من 64 إلى 256، ومع ذلك فإن تمثيل الأرقام في GS8 يبقى مماثلًا لـGS6 (مع وجود نقطتين غير مستخدمتين في الأسفل).
يُذكر أن محاولات إعطاء الأرقام مواقع مستقلة في نظام البرايل ليست جديدة؛ إذ إن المواصفة الأصلية التي وضعها لويس برايل عام 1829 تضمنت رموزًا منفصلة للأرقام، وكان أسلوب الدمج الثنائي (digraph) خيارًا بديلًا فقط. لكن بعد تجريب النظام في الصفوف الدراسية، وُجد أن استخدام الشرطات في الأرقام—إضافة إلى رموز أخرى—يصعب تمييزه عن النقاط، فتم اعتماد التمثيل الثنائي القياسي رسميًا في عام 1837.

## التنفيذ
حتى عام 2013، وبعد أن اعتمدت غالبية الدول الأعضاء في المجلس الدولي للبرايل الإنجليزي (ICEB) رسميًا نظام البرايل الإنجليزي الموحد (UEB)، لا تزال هناك بعض العوائق أمام تطبيقه العملي وانتشاره.
إلى جانب دول ICEB، هناك العديد من البلدان الأخرى التي تضم مواطنين مكفوفين يستخدمون اللغة الإنجليزية، مثل: الهند، هونغ كونغ/الصين، باكستان، الفلبين، وغيرها. العديد من هذه الدول لا تستخدم ترميز UEB في الرياضيات، ففي عام 1990 كانت إصدارات من كود نيمث منتشرة في: الولايات المتحدة، ساموا الغربية، كندا (بما في ذلك كيبيك)، نيوزيلندا، إسرائيل، اليونان، الهند، باكستان، سريلانكا، تايلاند، ماليزيا، إندونيسيا، كمبوديا، فيتنام، ولبنان؛ بينما كانت دول أخرى تعتمد أسلوب تايلور المشابه لـUEB ولكن ليس مطابقًا له، مثل: المملكة المتحدة، أيرلندا، أستراليا، نيجيريا، هونغ كونغ، الأردن، كينيا، سيراليون، سنغافورة، وزيمبابوي. كما استخدمت بعض الدول في الشرق الأوسط كود نيمث وتايلور مثل إيران والمملكة العربية السعودية.
اعتبارًا من عام 2013، لا يزال من غير الواضح ما إذا كانت المجتمعات الناطقة بالإنجليزية من المكفوفين في دول ICEB وغير الأعضاء ستتبنى UEB، وإن حدث، فما هو معدل التبني. فإلى جانب معدلات الاعتماد الرسمية في المدارس والأفراد، هناك عقبات أخرى؛ فالغالبية العظمى[بحاجة لمصدر] من مواد البرايل الموجودة، المطبوعة أو الإلكترونية، لا تزال باستخدام رموز لا تتبع UEB.
علاوة على ذلك، فإن التقنيات الحديثة التي تُعدّ بديلًا عن البرايل باتت متوفرة على نطاق أوسع، مثل: قارئات الشاشة لتحويل النصوص إلى كلام، وبرمجيات التعرف الضوئي على المحارف لرقمنة الصفحات الورقية، بالإضافة إلى الكاميرات الرقمية ذات الدقة العالية، وأجهزة المسح الضوئي السريعة، والانتشار الواسع للأجهزة الذكية والحواسيب اللوحية.
نسبة الأطفال المكفوفين الذين يُجيدون القراءة بـنظام برايل تشهد تراجعًا بالفعل، وحتى أولئك الذين يتقنون بعض الأنظمة، غالبًا لا يتقنون UEB كونه نظامًا جديدًا نسبيًا.
ومع ذلك، اعتبارًا من عام 2012، تم تحقيق العديد من أهداف UEB الأصلية جزئيًا أو كليًا:
- توحيد كود الأدب (literary code) بين معظم الدول الناطقة بالإنجليزية (انظر قسم "التبني")
- تقليص عدد الأنظمة الرمزية من خمسة رئيسية وواحد فرعي (الأدبي بنسختيه BANA/BAUK، تايلور، الكتب المدرسية، نيمث، كود الكمبيوتر + الموسيقى وغيرها) إلى نظامين رئيسيين ونظامين فرعيين (UEB الأدبي + نيمث باستخدام آلية التحويل الرسمية[26] + الموسيقى/IPA)[22] مع تطوير شامل لرموز UEB الأدبي لتشمل الأقواس، رموز الرياضيات، عناوين البريد الإلكتروني، والمواقع الإلكترونية.[28]
- درجة مقبولة من التوافق العكسي مع النظام الأمريكي لبرايل الإنجليزي (تُشير الدراسات في أستراليا والمملكة المتحدة[25] إلى أن المستخدمين في أمريكا سيستوعبونه بسهولة أيضًا)
- جعل البرايل أكثر توافقًا مع أجهزة الحاسوب، خاصة في مجال الترجمة والتدوير العكسي للترميز[28]
- تطوير نظام ترميز قابل للتوسعة الكاملة، يسمح بإضافة رموز جديدة دون تعارض أو الحاجة لإعادة بناء النظام[21]

لكن لم تُزال جميع التعارضات في الرموز؛ لا تزال هناك رموز مكررة مثل رمز "$"، الذي له تمثيلان مختلفان.
وبما أن هناك نظامين رئيسيين لاستخدام الرموز الرياضية والكتابة التقنية أو العلمية (نيمث كخيار في الولايات المتحدة مقابل نظام تايلور الذي أُضيف حديثًا إلى UEB)، لا تزال هناك بعض التناقضات في القواعد، وسيُطلب من مستخدمي البرايل "إعادة التعلم" عند التبديل بين الأنظمة.

## عربيا
لا يزال استخدام نظام البرايل في الدول العربية مرتبطًا بشكل أساسي بـالترميز العربي التقليدي، الذي يختلف عن النظام الإنجليزي الموحد (UEB) من حيث البنية والاتفاقيات الرمزية. وتُستخدم أنظمة برايل للغة الإنجليزية في بعض السياقات التعليمية للطلبة المكفوفين في المدارس الدولية أو عند دراسة المواد العلمية باللغة الإنجليزية، خاصة في دول الخليج مثل الإمارات العربية المتحدة والمملكة العربية السعودية.
حتى الآن، لم تُعلن أي من الدول العربية تبنيها الرسمي لنظام UEB كنظام موحّد في تدريس اللغة الإنجليزية للمكفوفين. ومع ذلك، تعتمد بعض المراكز المتخصصة على رموز UEB بشكل جزئي أو تجريبي، خصوصًا في المواد التقنية أو ضمن مبادرات التعاون مع مؤسسات دولية.
ومن الجدير بالذكر أن التحديات التي تواجه استخدام UEB في المنطقة العربية تشمل:
- قلة الموارد التعليمية المطبوعة بنظام UEB.
- محدودية الكوادر المدربة على استخدام النظام.
- ضعف الوعي المؤسسي حول فوائد التوحيد في الرموز الإنجليزية.

في نهاية المطاف، يبقى السؤال مفتوحًا: هل ستحقق هذه الإنجازات الهدف الأشمل، والمتمثل في تقليل تشتت مجتمع البرايل الناطق بالإنجليزية، وتسريع اكتساب مهارات القراءة والكتابة والتدريس، وبالتالي الحفاظ على مكانة البرايل كنظام كتابة فعّال للمكفوفين؟

## وصلات خارجية
- قواعد البرايل الإنجليزي الموحد (2013)
- تعليقات حول الجوانب الرياضية في UEBC من الدكتور أبراهام نيمث، مخترع كود برايل نيمث (بالإنجليزية: Comments on Mathematical Aspects of the UEBC)
- المجلس الدولي للبرايل الإنجليزي (ICEB)
- مطبعة البرايل الوطنية — كتيب مجاني عن UEBC (بصيغة برايل أو برايل إلكتروني فقط)
- آراء حول UEBC
- تاريخ توحيد رموز البرايل من 1860 حتى 1950 (بالإنجليزية: History of standardization of braille-encodings)